# Jouons à être toi
 (janvier 2013).
Si vous disposez d'ouvrages ou d'articles de référence ou si vous connaissez des sites web de qualité traitant du thème abordé ici, merci de compléter l'article en donnant les références utiles à sa vérifiabilité et en les liant à la section « Notes et références ».
Jouons à être toi (A game of you) est le cinquième album de la série de bande-dessinée anglo-américaine Sandman scénarisé par Neil Gaiman. Ce cinquième opus présente une seule histoire indépendante qui se divise en plusieurs chapitres nominatifs.
L'histoire à travers ses protagonistes présente une continuité entre le tome 2 La Maison de poupée et le tome 9 Les Bienveillantes.
Neil Gaiman a affirmé que Jouons à être toi était son album préféré, puisque « c'est l'album que la plupart des gens aiment le moins, et ça me fait l'aimer encore plus. »
Les titres des histoires sont semblables aux titres ou extraits de plusieurs chansons populaires anglophones : Lullaby of Broadway (Berceuses de Broadway) est une chanson populaire d'Harry Warren et Al Dubin créée en 1935, Bad Moon Rising (Lune de sang) est une chanson du groupe Creedence Clearwater Revival sortie en 1969 et Over the Sea to Skye (Côté mer, côté ciel) est un extrait du Skye Boat Song, une chanson traditionnelle écossaise. Quant à Beginning to See the Light (Vers le bout du tunnel), c'est un titre figurant sur le premier album du Velvet Underground sorti en 1969. I Woke Up and One of Us was Crying (À mon réveil, l'un de nous pleurait) est une ligne d'I Want You, sur l'album Blood and Chocolate d'Elvis Costello paru en 1986.

## Personnages

### New York
Les six personnages vivent dans le même immeuble à Broadway, et vont tous jouer un rôle dans le rêve de Barbie.
- Barbara alias Barbie, l'héroïne de l'histoire, déjà présente dans La Maison de poupée.
- Wanda de son ancien nom Alvin, transgenre et meilleure amie de Barbie.
- Thessaly (inspirée de la Thessalie, le « pays des sorcières » en Grèce), une voisine excentrique
- Hazel (= noisette) & Foxglove (= digitale) forment le couple lesbien
- George, le voisin de palier inquiétant, taciturne et patibulaire.

### Le Pays
Les membres du Pays, des animaux parlants similaires à ceux du Monde de Narnia.
- Wilkinson la musaraigne
- Luz le dodo
- Prinado le singe
- Martin Tenbones
- Le Coucou

### Le Royaume du Rêve
Dream et les personnages du Rêve jouent un rôle mineur dans le récit qui ne devient important qu'à la fin.
- Dream alias Morphée alias Murphy, le Seigneur des Rêves
- Nuala, la fée servante
- Lucien, le bibliothécaire
- Matthew, le corbeau

## Synopsis
Barbie, qui était une voisine de Rose Walker dans La Maison de poupée, faisait des rêves dans lesquels elle était une princesse d'un monde imaginaire. Alors qu'elle est perturbée dans sa vie affective après un divorce, les personnages imaginaires de Barbie font irruption dans sa vie réelle pour demander son aide.
Jouons à être toi est partagé entre l'histoire de Barbie et de ses voisines dans son appartement de New York et son monde imaginaire menacé par une créature malveillante, le Coucou. Alors que les interactions entre son rêve et la réalité se multiplient, sa voisine Thessaly qui semble avoir d'étranges pouvoirs, va lui venir en aide.

### Meurtre dans la5eavenue
Crayonné & encrage de Shawn McManus ; couleurs de Daniel Vozzo ; 24 pages. Titre original : Slaughter on 5th Avenue.
Barbara qui vit maintenant dans un appartement à Broadway, accueille sa voisine de palier et meilleure amie Wanda, une femme trans. Elle lui confie qu'elle ne fait plus aucun rêve. Barbara a d'autres voisins dans la maison : le couple lesbien de Hazel et Foxglove, l'insolite Thessaly aux grandes lunettes et le patibulaire Georges, qui ne dit jamais un mot.
Barbara et Wanda sortent pour se changer les idées, bien qu'elles n'aient plus beaucoup d'argent. Dans le métro, elles rencontrent une vieille dame cynophobe qui leur demande l'aumône. Après être passé dans un café, elles se retrouvent dans la Cinquième Avenue où une énorme bête sème la panique. Après que la police l'a criblée de balles, Barbara se rend compte qu'il s'agit de Martin Tenbones, du Pays de son rêve. Agonisant, Martin lui dit que le Pays a désespérément besoin d'elle et qu'elle doit recommencer à en rêver. Il lui donne également le Porpentine, une amulette en quartz d'une grande valeur.

### Berceuses de Broadway
Crayonné & encrage de Shawn McManus ; couleurs de Daniel Vozzo ; 24 pages. Titre original : Lullabies of Broadway.
Hazel sonne à la porte de Barbara pour lui demander conseil : elle est enceinte après avoir trompé Foxglove lors d'un coup d'un soir avec un inconnu et a du mal à l'assumer. Après que Hazel est rentrée chez elle, tout le monde s'endort dans l'immeuble, à part Georges. Georges est en fait sous l'emprise du Coucou et libère une volée d'oiseau qui vole vers les habitants de l'immeuble pour leur donner des cauchemars. Wanda, Hazel et Foxglove fond des horribles mauvais rêves, mais Thessaly, qui est en réalité une sorcière, se réveille et tue l'oiseau de cauchemar. Elle se rend ensuite chez Georges pour lui régler son compte.

### Lune de sang
Crayonné de Colleen Doran ; encrage de George Pratt & Dick Giordano ; couleurs de Daniel Vozzo ; 24 pages. Titre original : Bad Moon Rising.
Tout le monde se réveille, sauf Barbara, qui reste dans un état comateux, emprisonnée dans le rêve du coucou. Thessaly amène tout le monde dans l'appartement de Georges qu'elle a poignardé, pour lui découper le visage et l'accorcher au mur. Elle soutire les informations au visage ensanglanté de Georges, et décide de commencer un tour de magie pour rentrer à son tour dans le rêve de Barbara. Avec l'aide du sang lunaire de Foxglove, elles partent toutes les trois sur le chemin de la lune, laissant Wanda derrière.

### Vers le bout du tunnel
Crayonné & encrage de Shawn McManus ; couleurs de Daniel Vozzo ; 24 pages. Titre original : Beginning to See the Light.
Pendant ce temps, Barbie a rejoint les compagnons de Martin Tenbones au Pays : Wilkinson, Prinado et Luz. Ensemble, ils parcourent le Pays à la recherche de Barbara, en évitant les gardes du Coucou, et tous les animaux à son service. Finalement Luz, qui est en fait un agent du Coucou, les trahit, et mène Barbie au Coucou alors que Wilkinson se fait tuer.
À New York, dans l'appartement de George, Wanda tourne en rond. George lui révèle qu'il est dangereux de jouer à la magie avec la lune, et qu'une tempête se prépare.

### Côté mer, côté ciel
Crayonné de Shawn McManus & Bryan Talbot ; encrage de Shawn McManus & Stan Woch ; couleurs de Daniel Vozzo ; 24 pages. Titre original : Over the Sea to Sky.
Barbie passe de l'autre côté du miroir : le Coucou, l'ennemi tant redouté, a les traits d'elle-même enfant. Le Coucou règne sur le Pays mais rêve de pouvoir le quitter, se transformer en oiseau pour s'envoler, et pour ce faire, elle a besoin de détruire le Pays, et Barbie, qu'elle soumet aisément à sa volonté. Thessaly, Hazel et Foxglove arrivent sur les lieux, mais sont vite maîtrisées par le Coucou. Thessaly arrive à convoquer Morphée. Morphée arrive et décide de finir l'existence du Pays, qui est très vieux. Tous ses habitants se rangent en une lente procession qui se termine à l'ombre de sa cape, et bientôt il ne reste du Pays qu'une poignée de sable dans sa main.
À New York, la tempête fait rage et emporte l'immeuble où se trouve Wanda, Georges et la vieille mendiante qui les avait rejoint.

### À mon réveil, l'un de nous pleurait
Crayonné & encrage de Shawn McManus ; couleurs de Daniel Vozzo ; 24 pages. Titre original : I Woke Up and One of Us Was Crying.
Sur le chemin lunaire en suspension, Dream fait part de son mécontentement à Thessaly, qui en invoquant les pouvoirs magiques, a fait irruption dans le Pays sans son consentement. En effet, le Pays est un îlot au bord du Rêve, et fait de ce fait partie du Royaume des Rêves. Il laisse le Coucou s'envoler sans autres représailles, car dit-il, elle n'a fait rien d'autre que d'obéir à sa nature. Il accorde un vœu à Barbie, comme maîtresse du Pays. Elle décide de ramener tout le monde sain et sauf à New York.
De retour, Barbie constate la disparition de Wanda et part à son enterrement, chez sa famille dans le Midwest. Elle se dessine un voile sur le visage et se heurte aux regards haineux des parents conservateurs de Wanda, qui l'avaient complètement rejetée à la suite de son changement de sexe. Elle se recueille sur la tombe où est inscrit « Alvin Robert Caleb Mann ; Qui sème le vent récolte la tempête » comme épitaphe. Avec son rouge à lèvres, elle raye le nom (original masculin) Alvin et écrit « Wanda » à la place. Dans le car, elle rêve de Wanda une dernière fois, qui est maintenant la jeune fille qu'elle avait toujours voulu être en compagnie de Death.